# 东径茶场
东径茶场是位于中华人民共和国广东省揭阳市揭东区玉滘镇的一个國營茶场。
1958年，茶场建立。全场土地面积1300余公顷，其中，茶园约70公顷，年产茶叶60吨，主产乌龙茶。下设生产大队和茶厂。所在区域列为揭东区的类似乡级单位。

## 行政区划
国家统计局上，东径茶场下辖以下地区：
东径茶场虚拟社区。